# UTC+8:30
UTC+8:30 er en tidszone som er 8 timer og 30 minutter foran standardtiden UTC.
UTC+8:30 er ikke længere i brug.
Historisk blev UTC+8:30 brugt af Nordkorea i perioden fra 15. august 2015 til 5. maj 2018.